# Phytometra conicephala
Phytometra conicephala is een vlinder uit de familie van de Spinneruilen (Erebidae). De soort is voor het eerst wetenschappelijk beschreven als Thalpochares conicephala door Otto Staudinger in een publicatie uit 1870.
Deze soort komt voor in Zuid-Europa, het Midden-Oosten en Noord-Afrika waaronder Frankrijk, Spanje, Noord-Macedonië, Bulgarije, Griekenland (vasteland en Kreta), Cyprus, Canarische Eilanden, Marokko, Algerije, Tunesië, Libië, Egypte, Mauritanië, Soedan, Ethiopië, Turkije, Armenië, Israël, Iran, Saudi-Arabië, Verenigde Arabische Emiraten, Oman en Jemen (vasteland en Socotra).